# Дюваль, Уильям
Уи́льям Брэ́дли Дюва́ль (англ. William Bradley DuVall; 6 сентября 1967, Вашингтон, округ Колумбия, США) — американский музыкант, вокалист и гитарист группы Alice in Chains.
Уильям Дюваль считается одним из родоначальников хардкор-панк-сцены Атланты середины 1980-х годов в составе группы Neon Christ. Впоследствии он основал несколько музыкальных проектов, среди которых джазовое пауэр-трио No Walls, глэм-роковая группа Madfly и хеви-металлический коллектив Comes with the Fall. Дюваль также стал автором хита «I Know» американской ритм-энд-блюзовой певицы Дионн Фэррис, за что удостоился награды Американского общества композиторов, авторов и издателей.
В начале 2000-х годов Дюваль стал известен в США благодаря совместным гастролям с гитаристом Джерри Кантреллом. В 2006 году он присоединился к группе Alice in Chains, входившей в «большую четвёрку гранжа», заменив покойного вокалиста Лейна Стэйли. В составе сиэтлского коллектива с 2009 по 2018 год Дюваль выпустил три студийных альбома, сумев расположить к себе поклонников и критиков и став неотъемлемой частью «новой эры» группы.

## Биография

### Детство и юность (1967—1982)
Уильям Дюваль родился в Вашингтоне, округ Колумбия, 6 сентября 1967 года. Его родители были выходцами из столицы Соединённых Штатов. Бабушка по линии отца была родом из Южной Каролины, а по линии матери — из Делавэра, в её роду были голландцы и североафриканские мавры. В семье Дюваля любили слушать музыку, но на музыкальных инструментах никто не играл. Когда мальчику было восемь лет, в дом Дювалей переехал двоюродный брат Уильяма Дональд, взяв с собой небольшую коллекцию пластинок. Под влиянием брата Дюваль жадно слушал всё, что попадалось под руку, включая Карлоса Сантану, Роя Эйерса и Weather Report. Наибольшее впечатление на молодого меломана произвёл Джими Хендрикс, услышав игру которого Дюваль загорелся желанием стать гитаристом. Он нашёл в подвале старую акустическую гитару с нейлоновыми струнами, принадлежавшую дяде, и начал учиться на ней играть. Когда начинающему музыканту исполнилось девять, кузен Дональд ушёл служить на флот, а с первой зарплаты купил младшему брату первую электрогитару Fender Mustang. Родители с пониманием относились к пристрастиям сына и не возражали против того, чтобы он посещал концерты или играл на музыкальных инструментах, хотя сомневались, что Уильям сможет стать профессиональным артистом и так зарабатывать на жизнь. Родственники по линии матери настаивали, чтобы молодой человек получил должное образование и освоил престижную специальность, например, став юристом или преподавателем колледжа.

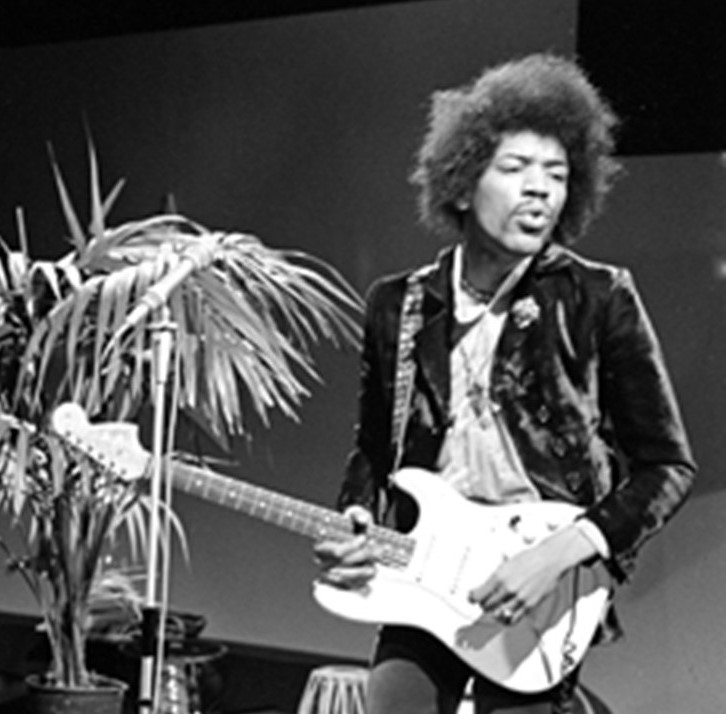
Неизгладимое впечатление на юного Уильяма Дюваля произвело прослушивание концертной пластинки Band of Gypsys (1970) Джими Хендрикса

Свой первый концерт в качестве зрителя Дюваль посетил в девятилетнем возрасте; им стало выступление Weather Report. На выступления он чаще всего ходил вместе с мамой, так как детям было запрещено находиться в клубах без сопровождения взрослых. Матери часто приходилось присутствовать на выступлениях вместе с сыном и слушать исполнителей, которые были ей не по душе (например, Public Image Ltd или Ramones). Однажды юноша самостоятельно проник на концерт Dead Kennedys, но его обнаружили охранники и собирались вышвырнуть из заведения. За Уильяма вступился участник группы Джелло Биафра, который назвал происходящее «апартеидом в южноафриканском стиле» и разрешил темнокожему юноше досмотреть выступление под свою ответственность.
Одной из первых записей, впечатливших юного Уильяма, стал альбом Band of Gypsys Джими Хендрикса. Дюваль был поражён тем, как много звуков мог издавать всего один инструмент, электрогитара в руках Хендрикса. Долгое время он не знал любимого исполнителя в лицо, так как слушал старые пластинки без обложек, пока, наконец, не увидел его фотографию на ксерокопии обложки очередного номера журнала Rolling Stone. Когда же молодой поклонник рок-музыки застал выступление Хендрикса по телевизору — тот выступал на фестивале в Монтерее, это стало для него настоящим событием. К одиннадцатилетнему возрасту Дюваль уже неплохо играл на гитаре, увлекаясь не только Хендриксом, но и Funkadelic, MC5, The Stooges, Джеймсом Улмером, Орнеттом Коулманом, The Velvet Underground, Лу Ридом и Робертом Куинном. В то же время подсознательно юноше хотелось исполнять более экстремальную музыку. Переломным моментом стало знакомство с калифорнийской панк-группой Black Flag — Дюваль где-то увидел изображение вокалиста Деза Кадены и запомнил его, хотя никогда не слышал музыку группы. В 1981 году в Вашингтоне показывали фильм Пенелопы Сфирис «Падение западной цивилизации», посвящённый панк-сцене Лос-Анджелеса, где Уильям вновь увидел логотип Black Flag и Грега Гинна, игравшего на гитаре. Это агрессивное звучание не было похоже ни на что из услышанного ранее и моментально запало ему в душу. Ещё одним исполнителем, оказавшим существенное влияние на музыкальный вкус Уильяма, стал авант-джазовый ансамбль Art Ensemble of Chicago. Дюваль прочёл о нём в журнале Musician и даже сумел достать несколько альбомов. Когда группа выступала в клубе 9:30 в Вашингтоне, тринадцатилетний Уильям загорелся желанием попасть на концерт. Несмотря на ограничения по возрасту, ему удалось пробраться внутрь вместе с дедушкой. Юный меломан был впечатлён не только музыкой, но и внешним видом артистов: они активно использовали театральные эффекты, некоторые участники были одеты в национальные африканские костюмы, их лица были покрыты разноцветной краской, а трубач носил униформу хирурга или шеф-повара. Часовое выступление было обильно сдобрено импровизациями и сольными партиями. В довершение всего заметивший Дюваля трубач удивился юному поклоннику и привлёк к нему внимание перед началом очередной песни, сказав в микрофон: «Это для нашего маленького брата».

### Увлечение панк-роком (1982—1988)
Когда Уильяму исполнилось четырнадцать лет, мать повторно вышла замуж, и семья переехала из Вашингтона в Атланту, где его отчим нашёл работу. Музыкант всегда помнил о своём происхождении и отмечал, что оно наложило определённый отпечаток на его развитие: «Чёрный из Вашингтона обладает определённым колоритом, то есть его видят везде. Это сложно объяснить: вы узнаете это, когда увидите». В то время как Вашингтон был одним из центров развития хардкор-панк-сцены, в Атланте об этом жанре практически не слышали. В городе доминировали группы новой волны, стремившиеся повторить успех The B-52s и R.E.M. Тем не менее Дюваль был даже воодушевлён отсутствием панковской сцены в городе, ведь ему предоставлялась возможность стать первопроходцем в регионе.
Первые две панк-группы возникли в Атланте в 1982 году и кардинально отличались друг от друга. Первая из них называлась DDT и состояла из четырёх белых; вторым коллективом стало чернокожее трио Awareness Void of Chaos (с англ. — «Осознание пустоты хаоса»), или просто AVOC, которое возглавил Уильям Дюваль. Юный Дюваль, получивший прозвище «Кип», жил в пригородном Декейтере и часто выступал в клубе 688 Club, единственном заведении, где разрешали играть подобную музыку — агрессивную смесь регги и трэш-метала. Во многих клубах музыканту отказывали из-за молодости, ведь он начал выступления в четырнадцатилетнем возрасте. Уильям даже не мог в одиночку попасть внутрь в качестве зрителя, так как туда впускали лишь с 19-летнего возраста, а в 1983 году повысили возрастной ценз до 21 года.
Настойчивость Дюваля способствовала росту местной андеграундной сцены, сосредоточившейся вокруг клуба Metroplex, и привела к появлению клубов без возрастных ограничений. Панк-сцена города развивалась на фоне агрессивных настроений окружающих: в то время в Атланте всё ещё можно было встретить марши ку-клукс-клановцев, а чернокожих время от времени вешали на горе Стоун-Маунтин. Играть тяжёлую музыку в городе, являвшемся частью так называемого Библейского пояса, было попросту небезопасно. Панков здесь не любили ни полиция, ни учителя, ни сотрудники звукозаписывающих студий, ни тем более бродившие по улицам реднеки, так и норовившие кого-нибудь избить. Фактически Дюваль и его группа находились вне закона: подростки не получали разрешения на выступления, никто не обеспечивал их безопасность во время концертов, а лучшее, что для них могли сделать взрослые, — это просто выделить помещение для выступления; в остальном они были предоставлены сами себе.

Уильям Дюваль (слева) в составе группы Neon Christ выступает в клубе Metroplex, центре панковского движения Атланты. Март 1984 года

После распада AVOC осенью 1983 года Кип Дюваль создал новую группу Neon Christ (с англ. — «Неоновый Христос»), в состав которой вошли барабанщик Джимми Демер, бас-гитарист Дэнни Лэнкфорд и вокалист Рэнди Дюто. Дебютное выступление состоялось в конце 1983 года на разогреве у местных коллективов Scream и DDT. В начале 1984 года Neon Christ сумели расположить к себе трэш-группу D.R.I. из Сан-Франциско, и те взяли молодых парней в турне по Восточному побережью. В июне 1984 года группа выпустила на собственные средства семидюймовый мини-альбом Neon Christ (также известный под названием Parental Suppression), состоявший из 10 композиций. В конце лета музыканты записали ещё четыре новые песни в домашней студии Ника Джеймсона, в прошлом — инженера известной рок-группы Foghat. И хотя вторая пластинка так и не была выпущена, одна из этих песен — «Ashes To Ashes» — вошла в сборник P.E.A.C.E., выпущенный на лейбле R Radical Records в начале 1985 года и состоявший из 55 песен, записанных панками со всего мира.
Ранние песни Дюваля в составе AVOC и Neon Christ представляли собой агрессивный хард-рок и трэш-метал. Вскоре музыкант перешёл к написанию более медленных и тяжёлых композиций. Если его раннее творчество называли «подростковым панком», то с 1985 года в нём начали обнаруживаться элементы большего количества стилей, начиная от хеви-метала и заканчивая авангардным джазом. Группа начала проявлять интерес к политической жизни, нашедший отражение как в текстах песен, так и в активной общественной позиции Neon Christ: члены группы высказывались в поддержку нигерийского музыканта Фела Кути, провозглашённого узником совести, выступали за освобождение южноафриканского политзаключённого Нельсона Манделы, принимали участие в благотворительных концертах, антивоенных демонстрациях и политических акциях No Business As Usual, критикуя режим Рональда Рейгана. Последний концерт Neon Christ состоялся в феврале 1986 года. Ходили слухи, что Дюваля невзлюбили местные скинхеды, используя его фотографию в качестве мишени на стрельбище. Опальный музыкант не стал испытывать судьбу и решил сменить обстановку, покинув город. Тем не менее вклад Neon Christ в развитие хардкор-панка в городе не остался незамеченным. В местном ежемесячнике Creative Loafing их называли «единственной панк-группой Атланты, которая имела значение». В 1990 году вышел двойной мини-альбом A Seven Inch Two Times, содержавший восемь из десяти ранее изданных песен Neon Christ, а также четыре композиции, записанные позднее с Ником Джеймсоном. В середине 2000-х альбом был переиздан на CD для реюнион-концертов группы.
Следующим пристанищем Дюваля стал Санта-Крус. Музыкант переехал на Западное побережье, чтобы присоединиться к панк-роковой группе Bl’ast!, только что подписавшей контракт с независимым лейблом SST Records, основанным Грегом Гинном — кумиром молодого Дюваля. Сотрудничество с калифорнийским коллективом вышло недолгим. По словам Дюваля, остальные участники группы относились к творчеству недостаточно серьёзно: «Они были простыми сёрфингистами, пытавшимися играть рок-музыку. Я стремился подсадить их на Джона Колтрейна или MC5, но они не хотели об этом слышать». Выяснилось, что хотя новоиспечённым коллегам по группе были близки ценности Black Flag, но в то время как Дюваль стремился постичь глубины философии движения, остальных привлекали лишь его внешние проявления, такие как металлическое гитарное звучание. Дюваль вспоминал позднее: «Почти сразу после выхода из самолёта я понял, что долго здесь не задержусь». Музыкант принял участие в записи гитарных партий для альбома Bl’ast! It’s In My Blood (1987), но после его ухода было решено не включать эти дорожки в финальный микс. Лишь в 2013 году вышло альтернативное издание пластинки, содержавшее партии Дюваля.
Узнав, что из хардкор-группы Corrosion of Conformity собирается уходить бас-гитарист и вокалист Майк Дин, Дюваль немедленно позвонил ему и предложил основать новый коллектив. У Уильяма было готово название группы — Final Offering (с англ. — «Последнее предложение»), так как она должна была «раз и навсегда закрыть тему панк-метала». Дин действительно покинул C.O.C. и вместе с Дювалем переехал в Атланту, где к ним присоединился барабанщик местной панк-группы DDT Грег Псомас, а также вокалист Рэнди Гью. Коллектив просуществовал с 1987 по 1988 год, после чего распался из-за героиновой зависимости Псомаса. Тем не менее Дюваль считал этот период шагом в правильном направлении, ведь другие члены группы тоже любили Black Sabbath и фри-джаз и не боялись экспериментировать.

### В поисках коммерческого успеха (1988—1999)

В составе группы No Walls Уильям Дюваль (справа) экспериментировал с различными стилями, совмещая рок, популярную музыку и джаз

Окончательно разочаровавшись в хардкор-панке, Дюваль продолжил творческие искания, намереваясь стереть границы между рок-музыкой, поп-музыкой и джазом и объединить эти стили воедино. Несмотря на малое количество квалифицированных исполнителей в Атланте, ему посчастливилось найти единомышленников, разделявших его музыкальные вкусы. Дюваль познакомился с джазовым бас-гитаристом Хэнком Шроем и барабанщиком Мэттью Каули, двадцатилетними студентами Технологического института Джорджии. Они начали джемовать вместе и в 1988 году основали трио No Walls (с англ. — «Без стен»), играя смесь джаза, психоделического и прогрессивного рока. Дюваль пытался сделать из No Walls популярную группу нового поколения, которая должна была вобрать в себя лучшее от целого ряда исполнителей, включая Джими Хендрикса, Джони Митчелл, Sonic Youth, Орнетта Коулмана и The Beatles, и познакомить с этим максимально широкую аудиторию. Музыкант был искренне убеждён, что No Walls заслуживали выступать на MTV не меньше других известных групп того времени, как то U2, R.E.M. или Guns N' Roses. На творчество No Walls обратил внимание гитарист Living Colour Вернон Рид, получивший из рук Дюваля кассету с демозаписью после одного из концертов. Риду понравилось услышанное, и он помог подающим надежды исполнителям организовать несколько концертов в Нью-Йорке. Выступая в манхэттенском клубе CBGB, No Walls попались на глаза музыкальному критику Дэвиду Фрике, и он упомянул группу в своей статье в журнале Rolling Stone. При поддержке Вернона Рида No Walls удалось попасть в нью-йоркскую студию Джими Хендрикса Electric Lady и записать там качественное демо, получившее определённую популярность в Атланте. В 1992 году на независимом лейбле Third Eye Records вышел дебютный альбом трио, названный No Walls. Агрессивный панковский стиль, которого Дюваль придерживался ранее, уступил место более мягкому и хорошо спродюсированному звучанию. Несмотря на очевидную коммерциализацию, альбом остался незамеченным, и ни один из крупных лейблов так и не предложил музыкантам выгодный контракт. Дюваль постоянно слышал, что у группы не было ни одной по-настоящему хитовой песни. Он считал это верхом несправедливости и убеждал себя, что музыкальная отрасль просто не была готова к такому материалу: вплоть до выхода Nevermind и гранжевого бума начала девяностых A&R-агенты находились в поисках исполнителей другого типа, вроде MC Hammer или Warrant. Музыкант также сетовал на то, что группа слишком много времени провела в Атланте, оставаясь на периферии музыкальной сцены. Отсутствие признания и коммерческий провал крайне расстраивали Дюваля, так как в No Walls он наконец-то получил возможность играть музыку, которую искренне любил.

После того, как написанная Дювалем песня «I Know» Дионн Фэррис стала национальным хитом, музыкант получил долгожданное признание в качестве композитора

Разочарованный мнением окружающих об отсутствии у него таланта к написанию песен, Дюваль распустил No Walls и сосредоточился на изучении лучших образцов музыкальной композиции, к которым относил творчество Motown Records (известного лейбла, открывшего миру много звёзд афроамериканской музыки шестидесятых годов), культовой британской группы The Beatles и американской певицы Эди Брикелл. Вместо развития собственной карьеры он начал писать песни для других исполнителей. Одним из клиентов стала вокалистка Дионн Фэррис, сотрудничество с которой выдалось неожиданно успешным. Фэррис незадолго до того ушла из группы Arrested Development, в составе которой исполняла хитовую песню «Tennessee», и мечтала о сольной карьере. Артистка стремилась выйти за рамки жанров хип-хопа и ритм-энд-блюза, и чтобы разнообразить репертуар, ей требовалась более рок-н-ролльная песня. Фэррис обратилась за помощью к Дэвиду Харрису, лидеру атлантской группы Follow For Now, исполнявшей так называемый «чёрный рок», а тот привлёк «своего любимого автора», которым оказался Уильям Дюваль. Написанная дуэтом композиторов песня «I Know» стала для молодой певицы настоящим прорывом: она попала на вершину национального хит-парада и принесла исполнительнице номинацию на «Грэмми» в категории «Лучшее женское вокальное поп-исполнение». Дионн Фэррис в одночасье стала настоящей звездой, выступив в ночных шоу Джея Лено, Дэвида Леттермана, Конана О’Брайена, Джона Стюарта, а также в программе Saturday Night Live. Сам Дюваль за написание музыки к песне «I Know» в 1995 году удостоился премии Американского общества композиторов, авторов и издателей ASCAP Pop Award.
Все авторские отчисления от песни «I Know» Дюваль вложил в новый проект, основанный в 1996 году и получивший название Madfly (с англ. — «Безумнаямуха»). В состав группы вошли барабанщик Биван Дэйвис, гитарист Нико Константин, а также бас-гитарист Джеффри Блант. Сам Дюваль решил отложить гитару и примерить на себя роль полноценного вокалиста и фронтмена. Он кардинально сменил стиль, сосредоточившись на том, чтобы сделать своё творчество более привлекательным. Выступления стали походить не на рок-концерты, а на театральные представления. Фронтмен одевался в вычурные наряды, специально созданные для него местными дизайнерами, часто разукрашивая своё лицо и тело и ни разу не появляясь в одном и том же костюме на сцене дважды. Радикальная смена имиджа стала отчаянной реакцией на отсутствие коммерческого признания предыдущих групп. В то же время подчёркнуто слащавый глэм-поп в исполнении Дюваля вызвал отторжение со стороны поклонников, которые знали его как сторонника движения Black Flag, пропагандировавшего кардинально противоположные ценности. И без того немногочисленные фанаты, ранее благоволившие музыканту, окончательно отвернулись от него, не распознав в новом проекте иронию.

Став фронтменом группы Madfly, Уильям Дюваль впервые отложил гитару и сосредоточился на пении

В составе Madfly Уильям Дюваль раскрылся в новой роли, став не только исполнителем, но и полноценным продюсером группы. Ранее, несмотря на определённую известность в андеграундной среде, он был очень слабо знаком с музыкальной индустрией в целом, не уделяя большого значения тонкостям распространения песен, а также бизнес-составляющей отрасли. Лишь в Madfly он по-настоящему освоил все аспекты производства пластинок. Дюваль учредил собственный лейбл DVL Recordings, следуя примеру Грега Гинна из Black Flag, основавшего независимый лейбл SST Records в двенадцатилетнем возрасте, и создателя Dischord Records Иэна Маккея. В течение трёх лет на лейбле вышло два альбома Madfly — Get the Silver (1996) и White Hot in the Black (1988). Дювалю удалось договориться, чтобы пластинки Madfly распространялись посредством сети дистрибьюторов PolyGram, а песни начали транслировать на популярных радиостанциях. В то же время после начала активной маркетинговой кампании музыкант стал ощущать внешнее давление: руководство PolyGram хотело развивать упрощённую и благозвучную часть звучания группы, тогда как фронтмен стремился сохранить более сложную музыкальную составляющую, ориентируясь на творчество The Cult и Rage Against the Machine. Разногласия по вопросам позиционирования группы привели к разрыву отношений с представителями лейбла, и звукозаписывающая компания решила не допечатывать новые экземпляры альбома. В то же время песни Madfly отказывались крутить на радиостанциях альтернативного рока, так как уже считали их музыку «попсой». Группа оказалась в тупике, без дисков, которые можно было бы продавать, без коммерческой ротации на радио, а также без возможности вернуться на андеграундную сцену. В довершение всего бас-гитарист Madfly был вынужден покинуть группу из-за проблем со здоровьем. Оказавшись в сложной ситуации, оставшиеся музыканты решились на откровенный разговор, в ходе которого признались, что готовы оставаться с Дювалем и играть его песни без оглядки на мнение окружающих. Фронтмен был тронут услышанным, после чего принял решение отказаться от названия и репертуара Madfly, оборвать налаженные деловые связи и начать всё с чистого листа.

### Переезд в Лос-Анджелес (2000—2005)
Стилистика глэм-рока, проявлявшаяся в эффектных постановках концертных выступлений Madfly, в конце 1990-х годов вновь вошла в моду в Атланте. Дюваль же, напротив, посчитал это пройденным этапом и решил вернуться к исполнению более мрачной и тяжёлой музыки, которая больше приходилась ему по душе. Вместе с другими бывшими участниками Madfly, гитаристом Нико Константином, барабанщиком Биваном Дэйвисом, а также бас-гитаристом Адамом Стэнджером, присоединившимся в мае 1999 года, Дюваль начал работу над новым материалом. Он вновь взял в руки гитару и продолжил совмещать функции вокалиста и ритм-гитариста. В течение восьми недель — с августа по октябрь 1999 года — музыканты написали целый ряд новых песен, которые было решено издать в качестве дебютного альбома преобразованного коллектива. В процессе работы Дюваль неоднократно смотрел фильм «Ребёнок Розмари» и позаимствовал из него фразу Comes with the Fall (с англ. — «Приходит с падением»), ставшую названием новой группы. Коммерческий метал в исполнении Comes with the Fall стал компромиссом между желанием Дюваля играть музыку, которая ему нравилась, и необходимостью зарабатывать творчеством на жизнь. Он стремился оставаться честным перед поклонниками, сочетая искренность и успешность, используя в качестве ориентира группы U2 или Radiohead, которым это удалось ранее. В то же время он признавался, что в случае необходимости выбрать что-то одно он предпочёл бы преданность фанатов продажам альбомов: «Лучше я буду Пи Джей Харви, чем Питером Фрэмптоном». Дебютный альбом нового проекта получил название Comes with the Fall и вышел в конце 1999 года. Дюваля в очередной раз ждала неудача: он разочарованно обнаружил, что пластинка не пользуется популярностью в городе. Отчаявшись, музыкант почувствовал себя в безвыходной ситуации, так как исчерпал все возможности в Атланте — он играл во всех заведениях города и знал местную сцену вдоль и поперёк, но так и не добился желаемого результата. Вскоре выход был найден: Дюваль решился покинуть место, в котором жил последние двадцать лет, и отправиться в другой город, более располагающий к развитию карьеры. И хотя члены семьи отговаривали Уильяма от поспешного решения, тот был непреклонен и в феврале 2000 года вместе с группой отправился в Лос-Анджелес.

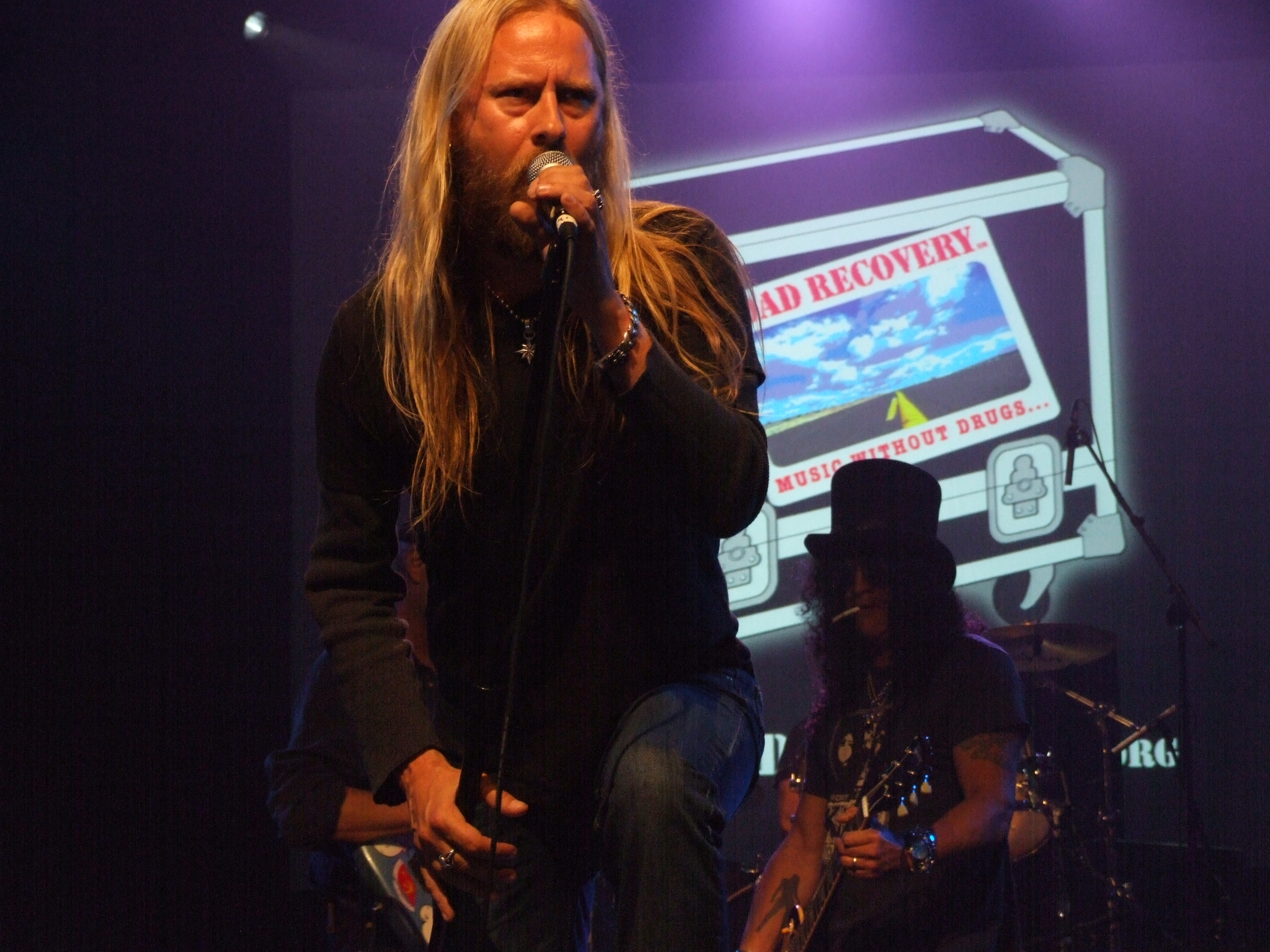
Ключевым эпизодом, повлиявшим на развитие карьеры Дюваля, стало знакомство с гитаристом Alice in Chains Джерри Кантреллом

После переезда в Калифорнию Дюваль и Comes with the Fall развили бурную концертную деятельность, выступая в местных ночных клубах. Группа исполняла песни из своего альбома, и их выступления пользовались большой популярностью, что не могло не радовать музыкантов. В Лос-Анджелесе они наконец-то получили всё то, чего недоставало в Атланте: развитую сеть заведений, где можно было играть свою музыку, и благодарных слушателей. И хотя переезд из Джорджии в Вашингтон был сродни «прыжку со скалы», риск окупился сполна. После одного из выступлений в голливудском клубе Dragonfly к Уильяму подошёл гитарист известной гранжевой группы девяностых Alice in Chains Джерри Кантрелл, который, как выяснилось, знал о Comes with the Fall от общих друзей и слышал их музыку раньше. Кантрелл говорил Дювалю, что дебютный альбом Comes with the Fall и недавняя пластинка Refused The Shape Of Punk To Come были его двумя любимыми записями 2000 года. Музыканты сдружились, и Кантрелл стал проводить с Дювалем много времени. Он присутствовал на репетициях, знакомясь с риффами Дюваля и в свою очередь показывая ему некоторые партии Alice in Chains, и даже присоединялся к Comes with the Fall на сцене во время выступлений. Поддержка такого авторитетного исполнителя стала очень важной для Дюваля, подтвердив, что он не зря работал все эти годы, а в Атланте его попросту не ценили.
Когда в ходе концертов Comes with the Fall распродали все экземпляры своего дебютного альбома, у них возникла необходимость в новой записи для поддержания финансового состояния. В декабре 2000 года музыканты отправились в небольшую студию в Хэнкок-парке, где за три дня записали четыре новые песни. Черновые версии композиций были выпущены в виде мини-альбома Murder Scene и распространялись во время концертов группы. Позже Дюваль организовал ещё одну сессию в студии Royaltone Studios в Северном Голливуде. В течение четырёх дней было записано ещё шесть песен, а также были сведены все десять. Музыканты тщательно репетировали материал заранее, чтобы сэкономить на студийном времени и использовать минимальное количество дублей. Так, композиции «So Cruel», «Since I Laid Eyes On You», «Smashdown» и «Never See Me Cry» были записаны с первого раза и ничем не отличались от концертного исполнения. Этот материал послужил основой для второго альбома группы, вышедшего в 2001 году и получившего название The Year Is One. Вскоре музыкантам представилась прекрасная возможность заявить о себе на всю страну. В начале 2001 года стало известно, что Джерри Кантрелл заканчивает работу над вторым сольным альбомом Degradation Trip, записанным при участии барабанщика Faith No More Майка Бордина и бас-гитариста Оззи Осборна Роберта Трухильо. Для раскрутки пластинки Кантрелл запланировал концертный тур и пригласил Дюваля и Comes with the Fall принять в нём участие в качестве коллектива на разогреве. Более того, на время тех выступлений, когда Бордин и Трухильо были недоступны, Кантрелл договорился с Comes with the Fall, чтобы музыканты выступали не только со своей собственной программой, но и в качестве его аккомпанирующей группы. Совместное турне длилось с 2001 по 2002 год и включало в себя концерты в США и Европе. Не обошлось и без нескольких неприятных событий. Уже во время первой части тура в 2001 году Comes wth the Fall решил покинуть гитарист Нико Константин, из-за чего квартет превратился в трио. Весной 2002 года, за несколько дней до начала очередной ветки тура Degradation Trip, пришла новость о смерти вокалиста Alice in Chains Лейна Стэйли, потрясшая не только Кантрелла, но и Дюваля, который был давним поклонником группы. На этой же неделе умер дедушка Уильяма, что стало для него ещё одним сильным ударом. Несмотря на подавленное состояние, музыканты решили не отменять турне и отыграть запланированные концерты. Записи выступлений легли в основу третьего альбома Comes with the Fall, сведённого за один день с минимальным количеством правок и наложений. Концертная пластинка была выпущена в конце 2002 года и получила название Live 2002, а в мае 2003 года на DVD вышло документальное видео о гастролях группы Live Underground 2002.
Переезд в Лос-Анджелес благотворно сказался на репутации Comes with the Fall и самого Дюваля: их наконец-то заметили, и о группе начали писать в общенациональных музыкальных изданиях. В первую очередь о Comes with the Fall лестно отозвался сам Джерри Кантрелл, в интервью журналу Guitar World отметивший группу в категории «Будущие рок-звёзды», назвав «глотком свежего воздуха» и выделив новаторский подход к работе: «Они напоминают мне то, какими были Alice in Chains в самом начале, больше фокусируясь на песнях, чем на отдельных исполнителях». Аналогии с Alice in Chains провёл и журналист Rolling Stone Дэвид Фрике, хорошо знавший Дюваля со времён No Walls: он высоко оценил пластинку The Year Is One, посчитав неслучайными совместные выступления Comes with the Fall и Джерри Кантрелла, так как молодая группа действительно звучала будто «Алиса, освобождённая от цепей». В нью-йоркском еженедельнике The Village Voice отметили, что Comes with the Fall не просто не потерялись на разогреве у лидера Alice in Chains во время совместного тура, но представляли собой не менее интересное сочетание Soundgarden и King’s X. В газете The Times of Northwest Indiana обратили внимание на тексты песен группы, в которых Дюваль будто бы признавался музыке в любви и посвящал ей песни. Подводя итоги 2002 года, на сайте PopMatters Comes with the Fall внесли в число четырёх артистов, за которыми стоило следить в следующем году, наряду с The Warlocks, Дэвидом Ашером и Gob; Майкл Кристофер отметил, что пауэр-трио сочетало тяжесть Alice in Chains и мощь Led Zeppelin, а их музыка, насыщенная гитарными соло и громкими припевами, представляла собой «удар в лицо, подобного которому вы не ощущали со времён Сиэтла 1991 года».

Уильям Дюваль на концерте Comes with the Fall в клубе The Pound, известном по выступлениям метал- и панк-рок-групп Сан-Франциско. 23 мая 2003 года

Получив серьёзный импульс к развитию карьеры в виде совместного тура с Кантреллом, в 2003 году Comes with the Fall впервые отправились в самостоятельное турне, выступая в статусе хедлайнеров. Тем не менее в ходе гастролей группа понесла ещё одну потерю: барабанщик Биван Дэйвис принял приглашение известного хоррор-панк-музыканта Гленна Данцига и присоединился к его группе. Это событие стало огромным ударом для Дюваля, только приблизившегося к тому уровню признания, которого добивался многие годы. Уходя, Дэйвис забрал свой фургон, и Дювалю пришлось срочно покупать автомобиль для перевозки оборудования. Оставшись без постоянного барабанщика, в экстренном порядке пришлось искать замену, которой стал Брайан Хантер из группы Dropsonic, выступавшей на разогреве у Comes with the Fall. Дюваль считал уход Бивана временным и надеялся, что тот сможет совмещать участие в обеих группах и вернётся к моменту записи новой пластинки. В то же время ушедшего музыканта можно было понять, ведь участие в Comes with the Fall не гарантировало финансового благополучия. Несмотря на признание критиков и кратковременный всплеск популярности, материальное положение участников группы оставалось бедственным. Они придерживались принципов DIY, характерных для панковской субкультуры, продолжали издавать альбомы на собственном лейбле Дюваля DVL Recordings и не имели контракта ни с одной из крупных звукозаписывающих компаний. Музыканты самостоятельно организовывали выступления, переезды и проживание и зачастую ночевали у поклонников, экономя деньги на отелях и еде.
Оставшись вдвоём, Дювалю и Стэйнджеру не оставалось ничего иного, как приостановить деятельность Comes with the Fall на неопределённый срок. В начале 2004 года стало известно, что Уильям Дюваль начал работу вместе с Джерри Кантреллом над одной из песен для сольного альбома последнего. Барабанщик Биван Дэйвис также не спешил возвращаться в группу, записывая очередной альбом Danzig Circle of Snakes, после чего принял участие ещё в нескольких сторонних проектах — Cardboard Vampires Дэйва Наварро (Jane’s Addiction) и Билли Моррисона (The Cult), а также The Mercy Clinic Патрика Лахмана из Damageplan. Лишь в конце 2005 года Дюваль сообщил, что участники Comes with the Fall закончили запись нового альбома с рабочим названием Beyond The Last Light и собрались выпустить его в начале следующего года. Хотя всё было готово к выпуску очередной пластинки, с этим пришлось повременить из-за очередного неожиданного поворота в судьбе музыканта.

### Переход в Alice in Chains (2006 — н. в.)

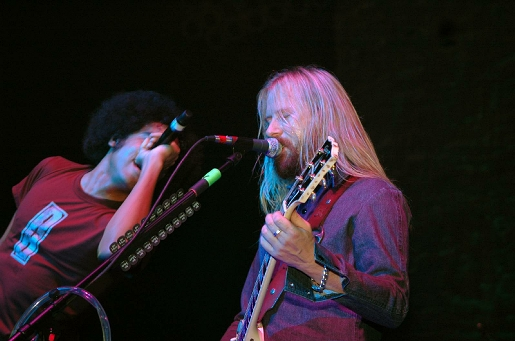
Уильям Дюваль и Джерри Кантрелл во время концерта реюнион-тура Alice in Chains в Сиэтле. 22 декабря 2006 года

После смерти вокалиста Лейна Стэйли в 2002 году группа Alice in Chains фактически распалась на несколько лет. Лишь в 2005 году оставшиеся трое музыкантов впервые выступили вместе, приняв участие в благотворительном концерте в поддержку жертв цунами. Воодушевившись тёплым приёмом публики, члены Alice in Chains решили возобновить репетиции. Джерри Кантрелл, Шон Кинни и Майк Айнез арендовали помещение и начали играть свои старые композиции, а также классические рок-песни. Время от времени к ним присоединялись знакомые вокалисты, среди которых были замечены Винни Домброски из Sponge и подружившийся с Кантреллом Уильям Дюваль. На первой же репетиции Дюваль предложил сыграть сложную песню «Love, Hate, Love» из дебютного альбома Facelift 1990 года, чтобы продемонстрировать свои возможности скептически настроенным Кинни и Айнезу. Закончив петь, он переглянулся с Кинни, на что барабанщик невозмутимо заявил: «Думаю, наши поиски практически завершены». В 2006 году участники Alice in Chains вновь появились на сцене во время трибьют-концерта, посвящённого сиэтлской группе Heart, а Уильям Дюваль стал одним из приглашённых вокалистов наряду с Филом Ансельмо и Энн Уилсон. Изначально он должен был спеть песню «Man In The Box», но в ходе репетиции также попробовал спеть «Rooster», предназначавшуюся вокалистке Heart. Когда Уилсон услышала Дюваля, то без раздумий отдала ему эту песню. Для вокалиста это было крайне важно, так как исполнение хитовой композиции гарантировало ему попадание в телевизионную версию. Вслед за дебютом в составе Alice in Chains последовал ещё один концерт в сиэтлском Театре Мура, где Дюваль впервые встретил многих известных музыкантов гранжевой сцены, выступил с Кимом Тайилом из Soundgarden, а также познакомился с родителями Лейна Стэйли. После этого лидер Comes with the Fall получил приглашение присоединиться к Alice in Chains на время предстоящего концертного тура. «Сначала Сиэтл, потом тебе надо лететь в Сан-Франциско, затем лос-анджелесский театр The Roxy — серия клубных концертов для разогрева. Потом мы летим в Бостон, потом Нью-Йорк, затем Европа, и уже к шестому концерту я выступаю для 40 тысяч зрителей в Португалии. Будто тебя на крошечной доске для сёрфинга настигает цунами, и всё, что тебе остаётся, — поймать волну или умереть», — вспоминал Дюваль. Несмотря на масштабный тур, изначально ни группа, ни сам музыкант не строили долгоиграющих планов. Так, например, Дюваль продолжал оставаться членом Comes with the Fall и даже записал очередной студийный альбом Beyond the Last Light, вышедший в 2007 году. После окончания мирового турне группа предложила Дювалю стать полноправным членом Alice in Chains, и тот согласился.

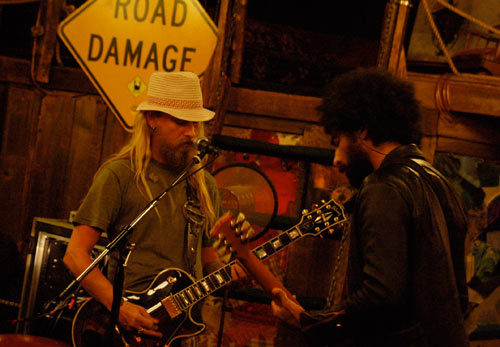
Кантрелл и Дюваль в студии записывают альбом Black Gives Way to Blue. 3 августа 2008 года

Изначально Alice in Chains в новом составе исполняли свои старые песни 1990-х годов, но постепенно у музыкантов накапливался новый материал. После окончания турне с Velvet Revolver в 2007 году группа провела несколько месяцев в написании песен, после чего решила отправиться в студию. Результатом совместных усилий стал четвёртый студийный альбом Alice in Chains Black Gives Way to Blue, увидевший свет в 2009 году. Дюваль выступил в качестве второго вокалиста и гитариста, составив дуэт с Джерри Кантреллом, а также принял участие в написании песен, предлагая собственные идеи, кульминацией которых стала медленная и тяжёлая композиция «Last of My Kind». Выход первой после четырнадцатилетнего перерыва пластинки Alice in Chains вызвал противоречивую реакцию поклонников. В то время как многие восторженно восприняли возвращение одной из групп «большой четвёрки гранжа», против нового вокалиста ополчились ярые поклонники Лейна Стэйли, считавшие его незаменимой частью Alice in Chains, а также апологеты панк-движения, воспринявшие переход Дюваля в состав мейнстримной рок-группы как предательство. Реакция музыкального рынка не оставила сомнений в правильности решения: альбом и синглы расположились в верхней части американских хит-парадов, а в родной для музыканта Атланте Alice in Chains пришлось давать дополнительный концерт из-за возникшего ажиотажа. Фактически Дюваль поспособствовал возвращению одной из наиболее важных групп Сиэтла, блиставшей на мировой сцене в 1990-е годы. В его лице Alice in Chains заполучили не только гитариста и вокалиста с широким диапазоном, но и надёжного человека, который помог преодолеть трагедию, которую пережили участники группы. После выхода Black Gives Way to Blue Уильям Дюваль провёл целых шестнадцать месяцев в гастролях, завершив турне в составе Alice in Chains лишь в конце 2010 года. Пластинка удостоилась двух номинаций на «Грэмми» и была признана «Альбомом года» по версии журнала Revolver.

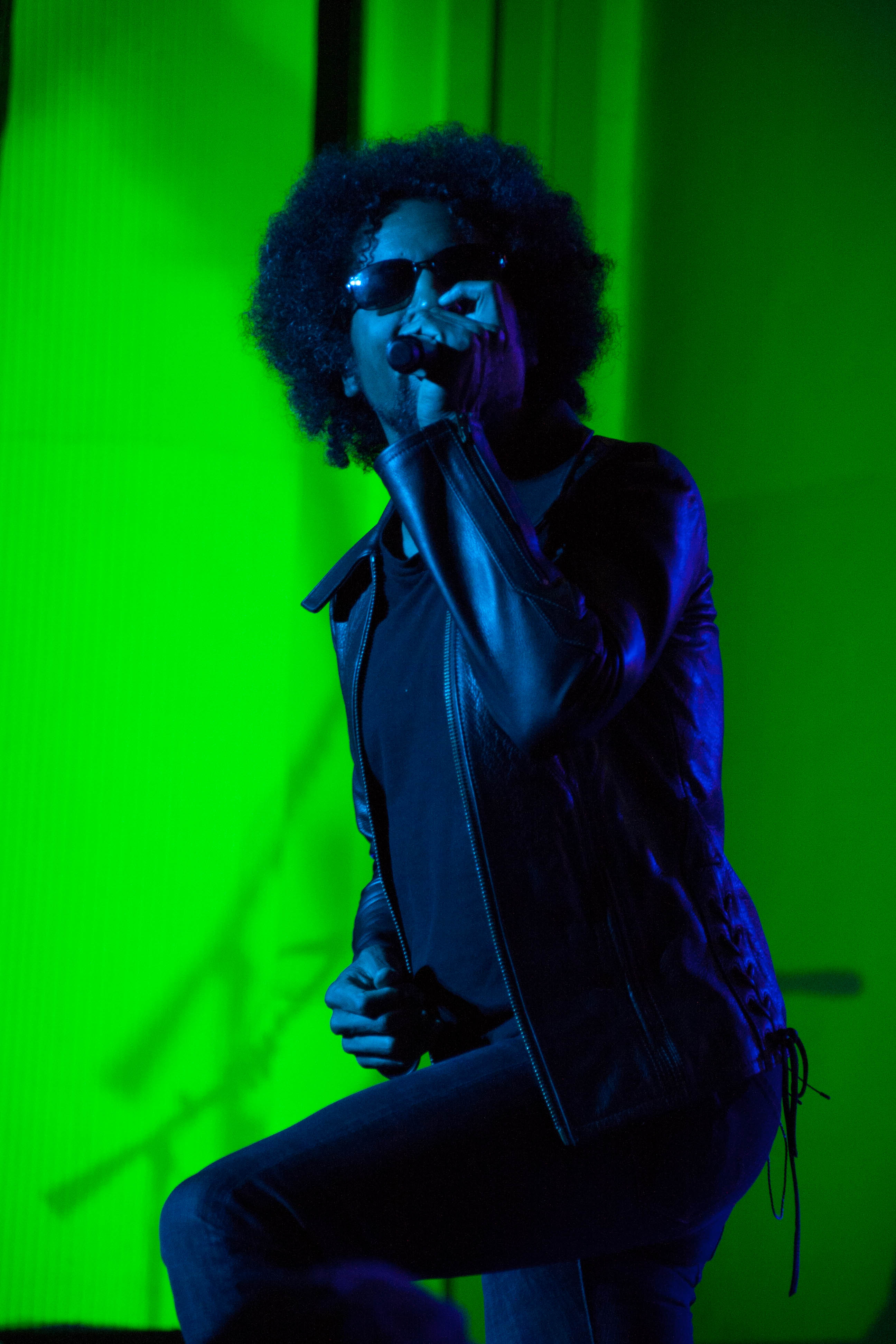
Уильям Дюваль с Alice in Chains на фестивале Uproar Festival, Нью-Джерси. 17 августа 2013 года

После небольшого перерыва в 2011 году началась работа над новым альбомом, но творческий процесс пришлось прервать из-за травмы плеча Джерри Кантрелла, вызванной многолетней нагрузкой от гитарного ремня. В начале 2012 года музыканты вернулись к полноценной деятельности и вновь отправились в студию. Запись второй пластинки Alice in Chains с участием Дюваля была закончена к декабрю. Альбом получил название The Devil Put Dinosaurs Here и вышел в мае 2013 года. Дюваль принял активное участие в записи вокальных и инструментальных партий, однако его вклад в написание песен ограничился тяжёлой композицией «Phantom Limb», к которой он написал музыку и текст, а также исполнил гитарное соло. Вокалист признавался, что эта песня, повествующая об ампутировавшем себе руку альпинисте, напоминала ему о периоде, когда он только присоединился к Alice in Chains и терзался сомнениями в правильности выбора. Музыканты провели в дороге более двенадцати месяцев, начав тур в поддержку The Devil Put Dinosaurs Here в апреле 2013 года и закончив в августе 2014 года.
На протяжении следующих двух лет Alice in Chains с Уильямом Дювалем в составе не давали особых поводов для обсуждения. Группа провела два летних тура в 2015 и 2016 годах, но не раскрывала дальнейших планов относительно выпуска студийных пластинок. Творческое затишье было прервано лишь в декабре 2016 года, когда прог-роковая группа Rush выпустила юбилейное переиздание своего альбома 2112, приуроченное к сорокалетию пластинки. Помимо ремастеринговой версии альбома, канадские рокеры опубликовали диск с кавер-версиями своих песен в исполнении других исполнителей, таких как Стивен Уилсон, Foo Fighters, Billy Talent. Alice in Chains также отметились на пластинке, исполнив балладу «Tears». В журнале Rolling Stone эту кавер-версию назвали «грандиозной», отметив «более суровый подход Уильяма Дюваля к оригинальной мелодии Гедди Ли».

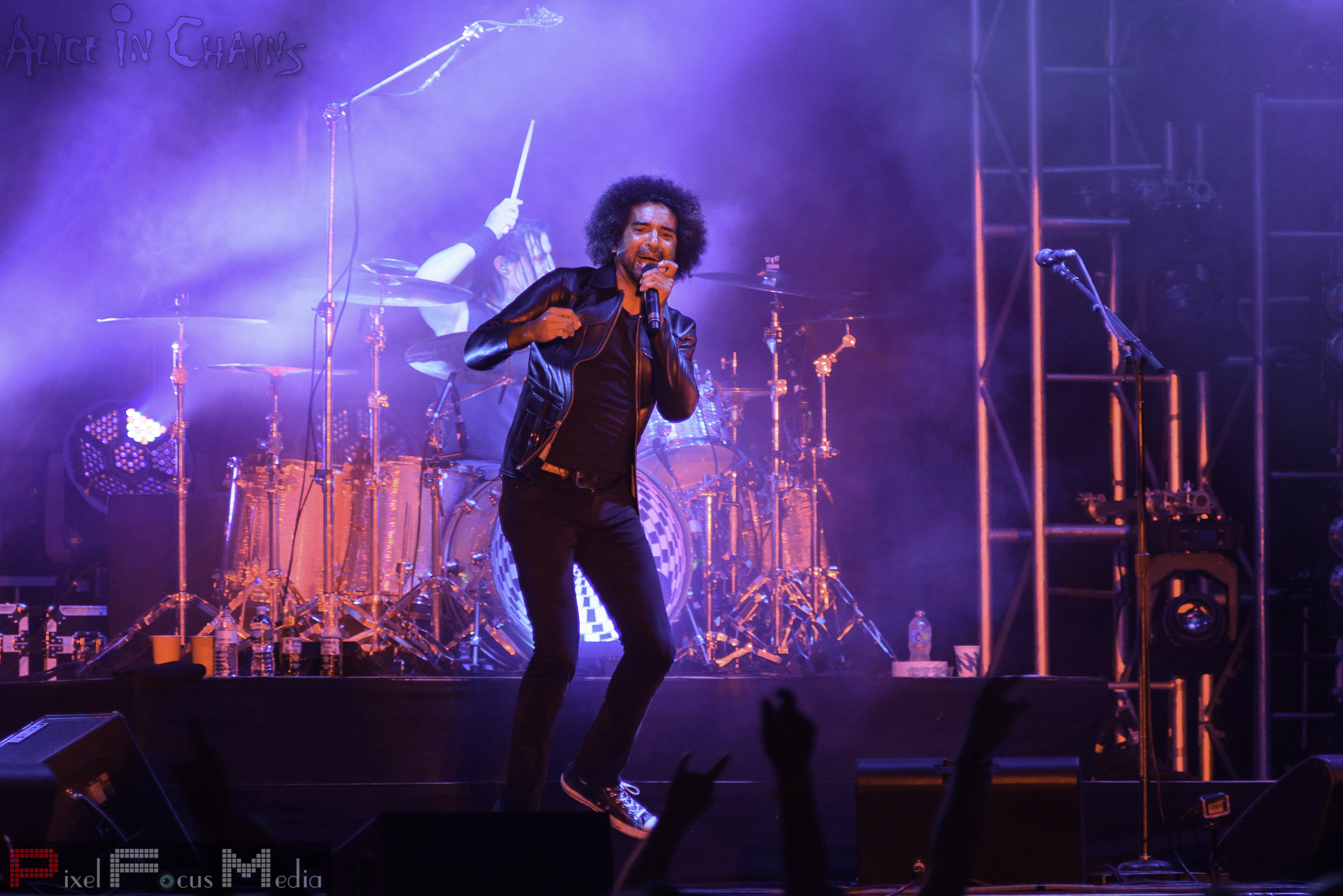
Выступление на фестивале Rock Allegiance 2016

Весной 2017 года Alice in Chains обрадовали поклонников, объявив о начале работ над новой пластинкой. В отличие от предыдущих двух альбомов, записанных в Лос-Анджелесе, в этот раз музыканты решили вернуться в родной Сиэтл и студию Studio X, ранее принадлежавшую Энн и Нэнси Уилсон из Heart. В то же время Дюваль, присоединившийся к группе позже других участников, никогда ранее не оставался в Сиэтле надолго и смог по-настоящему ощутить атмосферу этого города впервые. «Изумрудный город» вдохновил музыкантов на создание пластинки, посвящённой его славному гранжевому прошлому и получившей название Rainier Fog (с англ. — «Туман Рейнира») в честь одноимённого стратовулкана, находящегося недалеко от Сиэтла. Сам Дюваль находился в подавленном эмоциональном состоянии из-за недавней гибели Криса Корнелла, фронтмена гранжевой группы Soundgarden, а также пережив смерть собственной бабушки, которой исполнилось 105 лет. Размышляя о смертях, сопровождавших сиэтлские коллективы, а также о собственном месте в истории Alice in Chains, доставшемся ему после гибели Лейна Стэйли, в один из вечеров Дюваль придумал текст к песне «Never Fade» (с англ. — «Никогда не исчезай»), ставшей одним из ярких фрагментов альбома. Кроме этого, он написал музыку и текст к песне «So Far Under» (с англ. — «Так глубоко»), вышедшей в качестве второго сингла. Альбом Rainier Fog увидел свет в августе 2018 года и возглавил вершины хит-парадов альтернативного рока, но критики приняли его довольно сдержанно. Так, Кори Гроу из журнала Rolling Stone признал, что Дюваль сумел идеально вписаться в коллектив, однако его вокальный дуэт с Кантреллом проигрывал мощному голосу Лейна Стэйли.

### Сольная деятельность (2019 — н. в.)

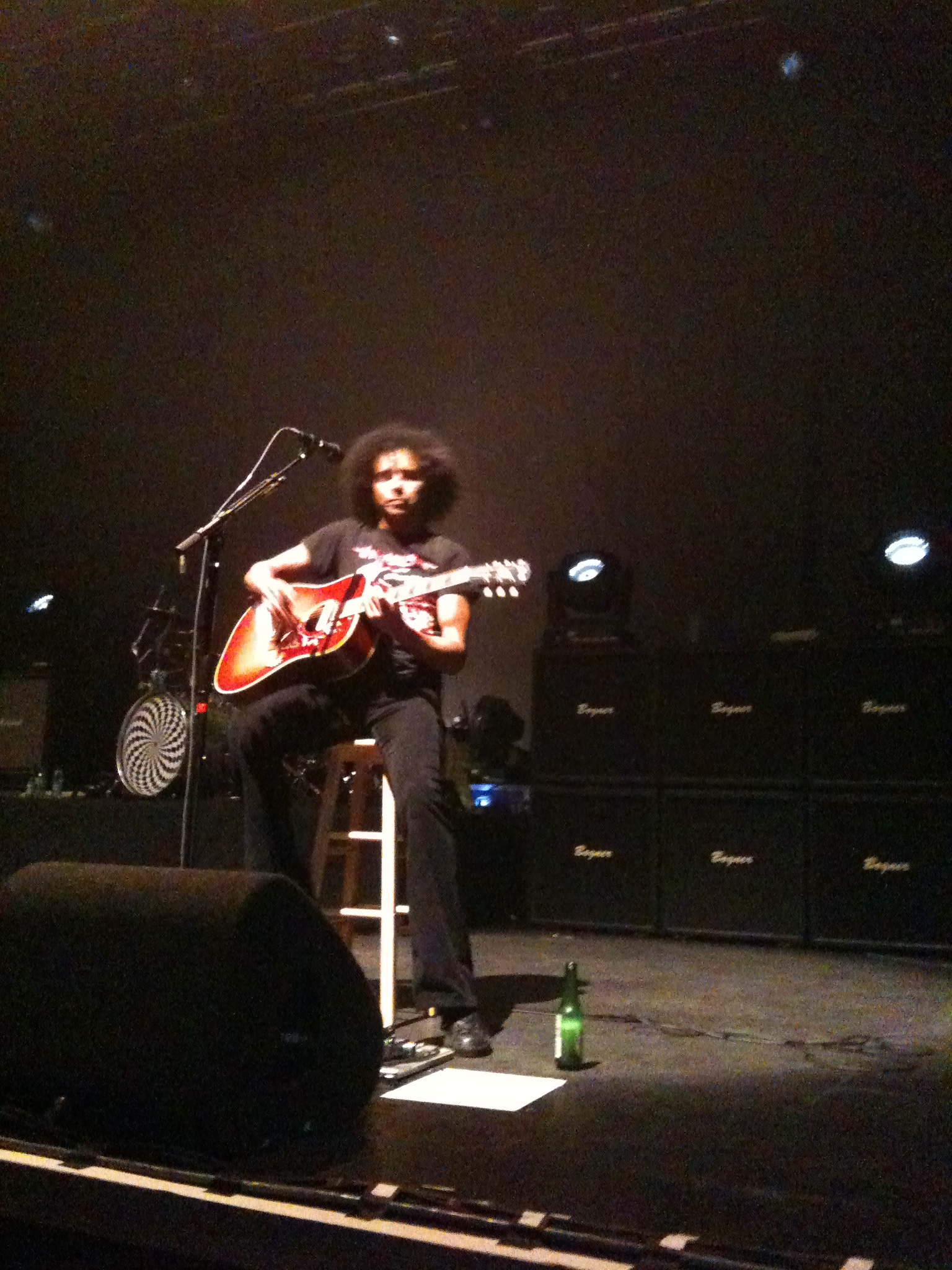
Песни для сольного альбома Уильям Дюваль исполнил в одиночку под аккомпанемент акустической гитары

В 2019 году Уильям Дюваль выпустил сольный альбом One Alone (с англ. — «В одиночку»). Название точно отражало суть работы, так как все песни музыкант исполнил самостоятельно под аккомпанемент акустической гитары. Сольная пластинка была выпущена спонтанно и содержала материал, записанный во время двух студийных сессий, состоявшихся с интервалом в несколько лет. Ещё в начале 2010-х годов Дюваль записал демо-версию песни «Til' The Light Guides Me Home», которую хотел отдать другому блюграсс- или кантри-исполнителю, но после окончания записи по совету звукорежиссёра решил оставить песню себе. Кроме этого, было записано ещё семь акустических композиций, часть из которых была взята из репертуара Comes with the Fall, а часть были совсем новыми. Долгое время песни лежали без дела, пока, наконец, Дюваль не прослушал их вновь и не задумался о выпуске собственной пластинки. В канун Нового года 30—31 декабря 2017 года он вернулся в студию и записал ещё несколько песен, недостающих для полноценного лонгплея.
Дюваль признавался, что решение выпустить альбом под собственным именем стало для него непростым, ведь он долгое время считал себя «парнем из группы», а не сольным исполнителем. Пластинка была выпущена в 2019 году на лейбле DVL Recordings и получила хорошие отзывы критиков и поклонников. В октябре 2019 года Дюваль отправился в сольный концертный тур по Соединённым Штатам и Европе, но в марте 2020 года был вынужден прервать его из-за пандемии COVID-19.

## Музыкальный стиль

### Композитор и поэт

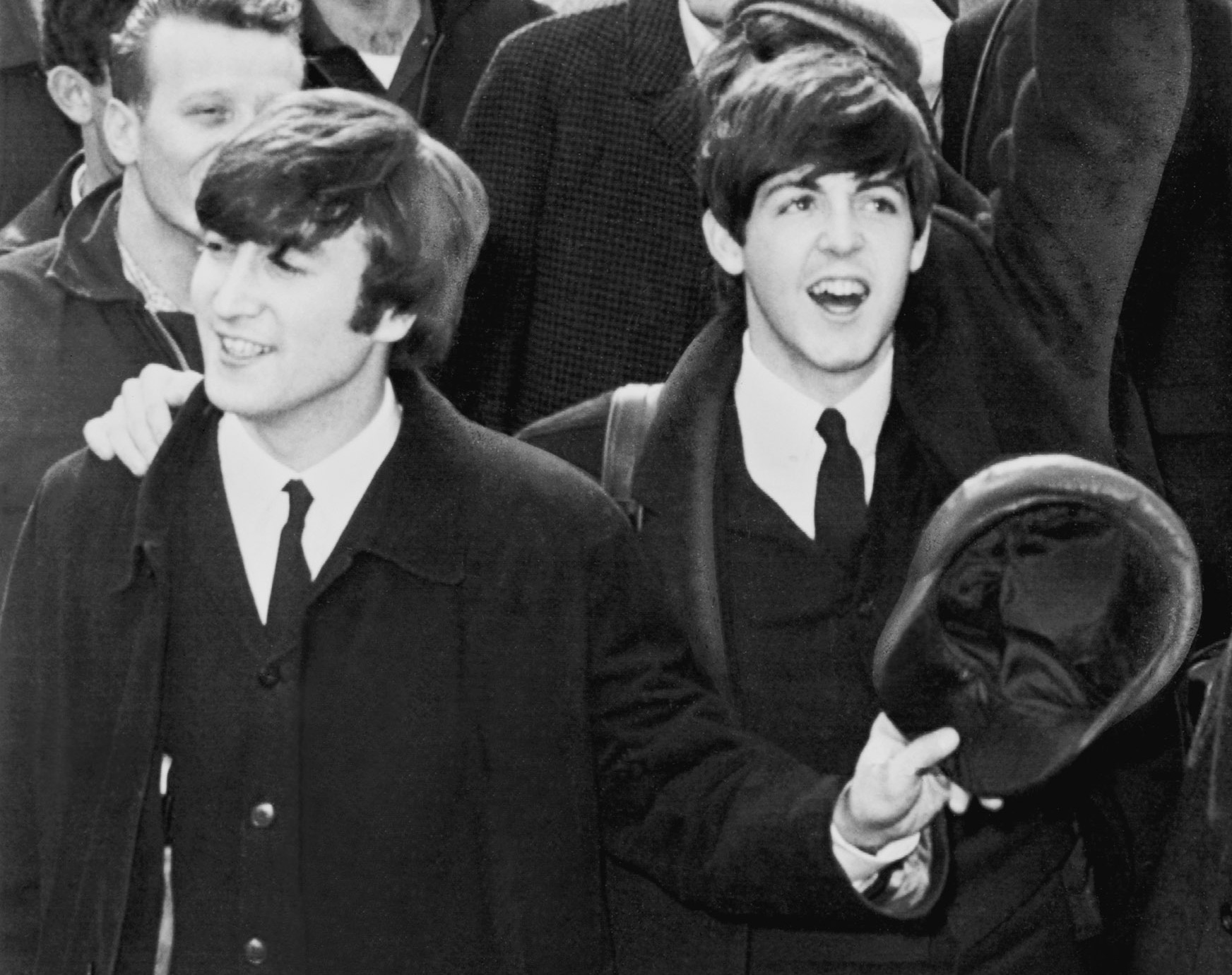
«Что до написания текстов, я думаю, мы должны расширить это понятие, включив в него написание песен в целом, так как мне тяжело разделять тексты и музыку, когда я пишу. Мои лучшие произведения, как правило, падают с неба в виде законченных работ. Я просто слышу их в своей голове, как уже готовые записи (которые ещё не созданы). Среди тех, кто на меня повлиял больше всего: Леннон — Маккартни, Смоки Робинсон, Пи Джей Харви, Боб Дилан, Вилли Нельсон, Боуи, Гершвины, Джаггер — Ричардс, Крис Корнелл, Гэмбл и Хафф, Хоги Кармайкл, Сэм Кук, Боно (U2), Игги и The Stooges, Фэтс Уоллер, Либер и Столлер, Марвин Гэй, Отис Блэквелл, Брайан Уилсон, Дюк Эллингтон, Принс, Холланд — Дозье — Холланд, Чак Берри, Джони Митчелл, Стинг, Эстберри и Даффи, Radiohead».
— Уильям Дюваль

Одним из отличительных качеств, определивших творческий стиль Дюваля, стала способность впитывать различные виды музыки и собирать их воедино. Хотя он начинал карьеру в хардкор-панк-группах, уже в подростковом возрасте его внимание привлекали музыкальные публикации, где проводились параллели между панк-роком и фри-джазом. Одним из любимых авторов Дюваля был Лестер Бэнгс, американский журналист, писавший для Rolling Stone и считающийся автором терминов «панк» и «хеви-метал». К шестнадцати годам, играя хардкор-панк и трэш-метал в составе Neon Christ, Дюваль был хорошо знаком с более широким кругом исполнителей, увлекаясь творчеством Джона Колтрейна, Джими Хендрикса, The Stooges, Орнетта Коулмана, The Doors, Джеймса Улмера, MC5, Sun Ra, Грега Гинна, Альберта Эйлера, Тома Верлена. Его манила тема свободы, и он искал новые возможности самовыражения, чувствуя всю ограниченность трэш-метала. Вместо того, чтобы следовать известным путём, проложенным Black Sabbath или AC/DC, он стремился объединить куда большее количество стилей, включая ранний рок-н-ролл в исполнении Бо Диддли, фри-джаз, национальную индийскую или марокканскую музыку. Дюваль исповедовал принципы свободы и независимости, нашедшие отражение в некоммерческом движении Black Flag; по признанию основателя движения Грега Гинна, Дюваль также был одним из немногих, кто распознал влияние этнической музыки в его работах. Привлекавшее музыканта смешение различных стилей не было чем-то уникальным и присутствовало ещё в конце шестидесятых в отдельных песнях MC5 («Black to Comm», «Starship»), Лу Рида и Velvet Underground («European Son», «I Heard Her Call My Name»), The Stooges (Fun House) и Тома Верлена («Little Johnny Jewel», «Marquee Moon»), а позже — в творчестве Sonic Youth, но всё же он считал это «неизведанной территорией». Несмотря на противостояние панков и металлистов, Дюваль не ассоциировал себя жёстко с какой-то одной музыкальной сценой, а хотел идти по собственному пути, как это делали его кумиры, смело объединявшие различные стили и не зацикливавшиеся на одном и том же направлении. Уже став известным артистом, в начале 2000-х он советовал начинающим исполнителям: «Слушайте и учитесь играть все виды музыки».
Творчество Дюваля впервые попало в поле зрения музыкальных критиков в начале 1990-х годов. Выступление трио No Walls в манхэттенском клубе CBGB привлекло внимание Дэвида Фрике из журнала Rolling Stone, который назвал увиденное «блестящим сочетанием мощной панковской атаки, угловатого джаза и запоминающихся песен в стиле арт-поп» и сравнил их музыку с творчеством «психоделического Принса с настроением Mahavishnu Orchestra и Minutemen». На тот момент проект No Walls не заинтересовал крупные звукозаписывающие компании, из-за чего Дюваль разуверился в собственных способностях, но через несколько лет понял, что заблуждался. Прежде всего, неожиданно для себя самого, музыкант получил награду Американского общества композиторов, авторов и издателей за написание песни «I Know» Дионн Фэррис, после чего всерьёз раздумывал о создании авторского тандема с Дэвидом Харрисом, подобного мотауновскому трио Холланд — Дозье — Холланд. Кроме того, попав через несколько лет на концерт Джеффа Бакли, Дюваль был поражён тем, насколько услышанное было похоже на то, что пытались играть No Walls: «Его барабанщик играл похожие приджазованые ритмы, в то время как сам он мурлыкал потустороннюю фигню в духе Нусрат Фатех Али Хана поверх зеппелиновского рока, и его обхаживала Columbia Records».
1. The Beatles. Объяснения излишни.
2. MC5. В равной степени секс-машины и шоумены, как Джеймс Браун, исследователи фри-джаза, как Колтрейн и Sun Ra, и хард-роковые бунтари в духе ранних The Who, MC5 были одной из самых порядочных групп, когда-либо существовавших. Они олицетворяют веселье, свободу, секс, бунт против власти, борьбу с несправедливостью — всё то, что я считаю рок-н-роллом, — лучше кого-либо. Их история — это одна из величайших фантастических рок-н-рольных трагедий всех времён. Образовавшаяся после них пустота никогда не была заполнена.
3. U2. Они выпускают альбомы на протяжении 25 лет и всё ещё актуальны как никогда. О какой группе ещё можно так сказать? Как они это делают? С помощью любви, понимания и взаимного уважения друг к другу, несмотря на невероятные персональные различия. Это должно быть образцом для подражания не только для музыкальных групп, но и для всего человечества — семей, корпораций, правительств и так далее.
4. Джими Хендрикс. Опять же, объяснений не требуется.
5. Led Zeppelin. Невероятный объём проделанной работы. Свою личную пятёрку лучших альбомов я бы составил исключительно из их работ, но, кроме этого, они были одной из наиболее потрясающих концертных групп. Их первый DVD 1970 года в Альберт-холле — лучшее доказательство тому. Это просто «тушите свет».

Пик творческих экспериментов Дюваля пришёлся на вторую половину девяностых, когда он вернулся к активной концертной деятельности с проектом Madfly. Своё новое детище музыкант описывал следующим образом: «Представьте, будто у Led Zeppelin и Дэвида Боуи родился ребёнок, которого воспитал Принс». В песнях Madfly сочеталось сразу несколько стилей, таких как рок-музыка, поп-музыка, R&B и глэм-рок. Несмотря на недовольство окружающих, знакомых с панковским прошлым Дюваля, сам музыкант чувствовал себя комфортно в новой роли, так как намеревался не ограничиваться одним стилем, будь то панк-рок или авангардная музыка, и пытался максимально раздвинуть творческие границы. Впрочем, этот период также не принёс удовлетворения Дювалю: «Мне нравилась музыка Madfly, но я не был в неё влюблён. Для меня это было всего лишь временем артистических экспериментов, не более. Будто я был в классном магазине костюмов и примерял различные обличья. Но потом кто-то подходит ко мне и говорит, что я должен до скончания дней ходить в костюме пирата просто потому, что это нравится людям, наблюдающим за мной через окно. В глубине души я понимал, что вообще не создан для того, чтобы носить костюмы. Я ощущал себя более подавленным и неловким, чем когда-либо. Я стал жертвой последствий собственного творения».
Итогом художественных поисков стало возвращение к классическому року в составе Comes with the Fall; Дюваль признался самому себе, что исполнять такую музыку было для него наиболее комфортно. Его песни начала 2000-х годов представляли собой смесь Джеффа Бакли и Black Sabbath, но также содержали элементы звучания Soundgarden и были насыщены «грязными» гитарными риффами, характерными для сиэтлской сцены конца восьмидесятых. Лично Уильям привнёс в композиции группы оттенок панк-рока и даже панк-джаза, в то время как бас-гитарист Адам Стэнджер отмечал влияние британских рокеров Led Zeppelin, Cream или ранних The Police. Искренность и надрыв Дюваля, полностью посвятившего себя музыке, но при этом едва сводившего концы с концами, стали одним из основных мотивов его творчества периода Comes with the Fall. Так, в песне «So Cruel» были описаны все тягости гастрольной жизни андеграундной группы, зарабатывающей концертами себе на жизнь, не отказываясь от любой финансовой помощи поклонников: «Может быть, мы сами выбираем свою судьбу. Рождены скитальцами в бушующем море и распяты на кресте, который зовём любовью». Если тексты первого альбома Comes with the Fall отражали переживания Дюваля по поводу нахождения на задворках музыкальной сцены в Атланте, то второй был написан под впечатлением от переезда в Лос-Анджелес и проживания в Западном Голливуде по соседству со всемирно известными звёздами музыки и кинематографа: «Это всё очень привычно и незнакомо одновременно. Ты постоянно сталкиваешься с тем, чего желаешь, но не можешь себе позволить, и с тем, что имеешь, хотя и не хотел бы этого. Тут всё: женщины, деньги, власть и землетрясения».
В Alice in Chains Дюваль стал в первую очередь исполнителем; авторство песен отодвинулось на второй план. Основной движущей силой группы являлся гитарист Джерри Кантрелл, а остальные музыканты лишь помогали развивать его идеи, крайне редко придумывая собственные песни. Процесс записи альбомов в новой группе также кардинально отличался от предыдущего опыта Дюваля: он привык записываться быстро и спонтанно, в течение считанных дней или недель, тогда как под руководством Джерри Кантрелла студийная работа могла занимать несколько месяцев. На первой пластинке с участием Дюваля Black Gives Way to Blue его авторский вклад наиболее ярко проявился в песнях «A Looking in View», «Last of My Kind» и «Your Decision». Первые две композиции стали одними из самых тяжёлых в альбоме, «Last of My Kind» ярко демонстрировала агрессивный вокальный стиль Дюваля, а «Your Decision», напротив, содержала мелодичную партию, исполненную на акустической гитаре. Активное использование электрических и акустических инструментов было характерной особенностью песен Дюваля ещё до того, как он присоединился к Alice in Chains. Чистое гитарное звучание присутствовало в записях Comes with the Fall, а кроме того, в таком стиле был выдержан сольный альбом One Alone. Музыкант сочинял песни именно таким образом — оставаясь наедине с гитарой — и на сольной пластинке показал, как выглядят песни до доработки всей группой или «электрификации». В текстах Alice in Chains Дюваль чаще всего отражал свои мысли и переживания. Так, для пластинки The Devil Put Dinosaurs Here он написал слова песни «Phantom Limb», описывавшей собственные терзания после замены Лейна Стэйли, а на Rainier Fog стал автором куплета к песне «Never Fade», где выражал радость по поводу того, что группа длительное время существовала в новом составе. В сольном альбоме One Alone Дюваль затрагивал темы личной ответственности за собственную жизнь и судьбы окружающих, которую ощущал на себе ежедневно, и стремился всесторонне отразить собственный опыт, накопленный за многие годы.

### Гитарист и вокалист

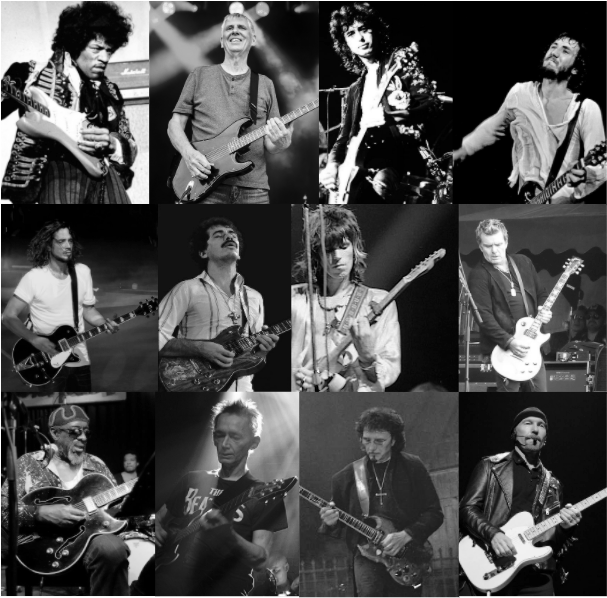
По признанию Дюваля, на его стиль игры на гитаре наибольшее влияние оказали Джими Хендрикс, Грег Гинн, Джимми Пейдж, Пит Таунсенд (верхний ряд), Крис Корнелл, Карлос Сантана, Кит Ричардс, Билли Даффи (средний ряд), Джеймс Улмер, Кит Левен, Тони Айомми и Эдж (нижний ряд)

Уильям Дюваль стал наиболее известен как фронтмен, способный одновременно петь и играть на гитаре. Сам он не разделял эти две ипостаси, считая голос, инструменты и ритм единым целым. Многое он почерпнул от Хендрикса, обращавшегося с гитарой так, будто та была продолжением его самого. Дюваль начинал как музыкант-исполнитель, но когда пришло время стать вокалистом, отнёсся к этому с лёгкостью: «Музыка подтолкнула меня в этом направлении и сделала меня таким». Он относился к своему голосу как к ещё одному музыкальному инструменту или к дополнительному способу самовыражения. Тем не менее, выбирая между игрой на гитаре и пением, Дюваль всегда отдавал предпочтение первому: «Прежде всего, я гитарист. Я начал петь по странному стечению обстоятельств и до сих пор не понимаю, как это всё произошло. Уметь петь и играть одновременно — это здорово, но всё, чего я хотел ребёнком, начиная с восьмилетнего возраста, — это быть гитаристом».
За долгие годы нахождения на сцене Дюваль перепробовал много гитар различных производителей. Некоторое время он даже играл на инструментах, сделанных не из дерева, экспериментируя со влиянием необычных материалов на звучание. В его карьере был период увлечения гитарами Jerry Jones Guitars, напоминающими формой классические инструменты Danelectro; позже основным инструментом стал Steinberger; Дюваль также владел гитарой производства Дэна Армстронга до того, как подобные инструменты стали раритетными. Среди усилителей он отдавал предпочтение брендам Soldano и Matchless, активно использовал акустические системы Marshall с динамиками Celestion Greenback. Чаще всего музыкант обходился гитарой и усилителем, не используя гитарные эффекты: «Мне нужен действительно надёжный звук, я ищу его и хочу, чтобы он исходил от усилителя. Я не хочу, чтобы он исходил от педалей. Хочу, чтобы это шло из гитары, из самого инструмента, из усилителя, а больше всего — из моих рук». Впрочем, в студии Дюваль позволял себе экспериментировать с эффектами, иногда признавая их полезность. Одной из «примочек», которой он остался по-настоящему доволен, стала педаль дилея MXR Carbon Copy, позволявшая получить правдоподобный эффект «эхоплекса», популярный в 1960-е годы. В юношеские годы Дюваль преимущественно играл на электрогитаре, но в конце восьмидесятых годов, после окончания «панковского» периода своей карьеры, впервые начал использовать в своих песнях акустическую гитару и сделал её важной частью собственного стиля. Песни для сольного альбома он записал под аккомпанемент гитары Gibson JS-185, одолженной у старого друга, барабанщика Neon Christ Джимми Демера. Позже компания Gibson предоставила ему классический инструмент Gibson Hummingbird, ставший основной гитарой музыканта и использовавшийся в концертном турне.
В составе Alice in Chains Дюваль стал полноценным вторым гитаристом. Он принимал деятельное участие в джем-сейшенах, развивал идеи Кантрелла, а также придумывал собственные риффы и даже гитарные соло (например, в песнях «Phantom Limb» или «So Far Under»). Это внесло элемент новизны в творческий процесс, так как предыдущий вокалист Лейн Стэйли брал в руки гитару крайне редко, так что чаще всего Кантрелл, Кинни и Айнез придумывали музыку втроём. С приходом Дюваля Alice in Chains во время живых выступлений стали звучать ближе к студийным записям, где инструментальные партии всегда подразумевали наличие нескольких гитар. Тем не менее даже для такого опытного гитариста концертные выступления стали сложным испытанием, ведь ему пришлось совмещать сложные инструментальные партии и исполнение вокальных гармоний. Основной моделью гитары Дюваля в новой группе стал Gibson Les Paul. Он также начал следовать «философии» Alice in Chains, используя модифицированные усилители Bogner Ubershall и Matchless Independent в сочетании с кабинетами Marshall, хотя и признавался, что ему больше по душе старые модели Marshall и Vox, не имевшие одного основного регулятора громкости. Кроме того, в 2018 году начали выпускаться именные модели гитары и усилителя Дюваля, созданные в сотрудничестве с брендами Framus и Metropoulos Amplification.

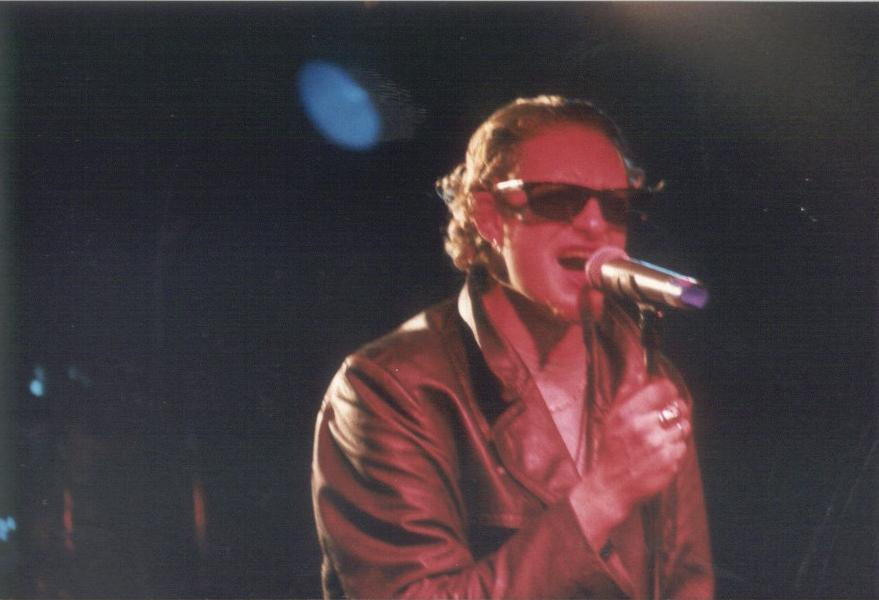
После присоединения к Alice in Chains Уильяма Дюваля постоянно сравнивали с предыдущим вокалистом Лейном Стэйли. В газетах писали, что Дювалю досталась «самая незавидная должность в Сиэтле», так как полноценно заменить Стэйли было невозможно

К своим вокальным данным Дюваль всегда относился довольно самокритично. Ещё в 2005 году он признался, что не чувствовал себя полностью комфортно в этой роли: «Сэм Кук был настоящим певцом. Элла Фитцджеральд была настоящей певицей. Нусрат Фатех Али Хан был настоящим певцом. Я же просто стараюсь изо всех сил. Я начал петь только из-за необходимости, потому что тексты, что я писал, были слишком личными, чтобы их пел кто-то другой. Но если бы я мог, я хотел бы стать Питом Таунсендом. Я бы писал песни и отдавал их петь кому-то ещё, пока я отрываюсь за спиной вместе с барабанщиком. Хотя, полагаю, теперь так делать уже слишком поздно». Тем не менее голос Дюваля периода Comes with the Fall музыкальный критик Дэвид Фрике из Rolling Stone назвал «невероятной смесью Джими Хендрикса и Иэна Гиллана из Deep Puprle», а в еженедельнике Village Voice его сравнили с фронтменом King’s X Дагом Пинником. Сам музыкант отмечал, что заимствовал элементы своего стиля у Джеффа Бакли, Криса Корнелла, Роберта Планта и целого ряда других исполнителей. «Я краду у всех», — признавался Дюваль.
После перехода Дюваля в Alice in Chains невозможно было избежать сравнения с предыдущим вокалистом Лейном Стэйли. Своей внешностью, а также вызывающим и смелым поведением на сцене Дюваль отличался от более замкнутого, отчаянного, измождённого и зачастую прикованного к микрофонной стойке Стэйли. Ярым поклонникам группы новый фронтмен пришёлся не по душе, а один из анонимных фанатов так высказался о его навыках: «Пение Уильяма Дюваля по сравнению с Лейном Стэйли — это как сравнивать Боба Дилана с Паваротти. Дилан не умеет петь и знает это. А Уильям пока нет». Однако, по мнению Джерри Кантрелла, сравнивать Дюваля и Стэйли было бы некорректно: «Он не пытается быть Лейном и никогда не пытался. Если вы сравните их голоса, они вообще не похожи. Примерно как Бон Скотт и Брайан Джонсон — они не похожи, но это всё ещё AC/DC». Несмотря на своеобразный стиль, новый вокалист сумел подстроиться под общие принципы, присущие группе. Характерное взаимодействие двух голосов всегда отличало Alice in Chains от других коллективов, и Кантрелл нашёл того, кто помог сохранить эту особенность. Со временем стало ясно, что в новом составе Alice in Chains полноценным фронтментом стал Джерри Кантрелл, а не Уильям Дюваль. К новому вокалисту, чей голос явно проигрывал Стэйли, но зато хорошо дополнял вокал Кантрелла, окончательно перешли обязанности по исполнению гармоний вторым голосом; на первый план он выходил лишь время от времени.

## Прочая деятельность

### Продюсер

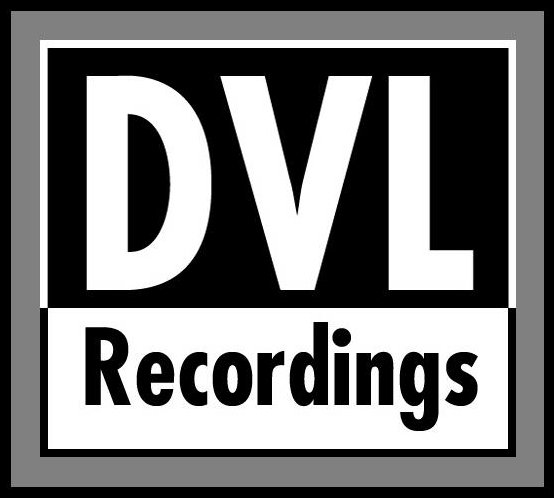
«DVL Recordings — это лейбл, который выпускает музыку для таких людей, как я сам, которые не чувствуют себя представленными на рынке из-за того, что в настоящее время нам навязывают крупные медиа-конгломераты».
— Уильям Дюваль

Первые шаги Дюваля в качестве продюсера датируются 1984 годом. Когда хардкор-панк-группа Neon Christ решила выпустить альбом, у андеграундных исполнителей не было контракта со звукозаписывающими компаниями, поэтому пластинка была издана собственными силами на лейбле Social Crisis Records, название которого придумал лично Дюваль. «Когда в собственной спальне ты пытаешься придумать песни, а потом в спальне своих друзей возишься с конвертами и получаешь заказы из России, пытаешься разобрать ломаный английский… Это было в доинтернетные времена, в начале восьмидесятых, и это было так скромно и простодушно и так увлечённо», — вспоминал Дюваль.
Будучи частью андеграундной сцены, Дюваль стремился к тому, чтобы при создании музыки ни в чём не зависеть от крупных звукозаписывающих компаний. Он настороженно относился к известным лейблам и полагал, что те неэффективно распоряжаются подписанными исполнителями, не заботясь о том, чтобы песни достигали своего адресата. Дюваль полагал, что сможет самостоятельно организовывать рекламные кампании для своих релизов. Для обеспечения требуемого уровня независимости в 1998 году он основал собственный лейбл DVL Recordings, полностью взяв под контроль бизнес-составляющую своих проектов. Дюваль ориентировался на деятельность лейблов, существовавших на ранних этапах развития рок-музыки и панк-движения (Sun Records, SST Records, Dangerhouse и Dischord Records), а также на опыт джазовых музыкантов, таких как Чарльз Мингус и Макс Роуч, самостоятельно распространявших свою музыку. Он признавался, что, продюсируя записи Comes with the Fall, стремился вобрать всё лучшее от своих кумиров, равняясь на целый ряд личностей из различных эпох. Образцом для подражания из 1950-х годов для начинающего продюсера был Сэм Филипс из Sun Records, работавший с Элвисом Пресли, Хаулином Вулфом, Джерри Ли Льюисом, Джонни Кэшем; 1960-е представляли Джордж Мартин (The Beatles), Брайан Уилсон (The Beach Boys) и продюсеры мотауновского направления; 1970-е — Джимми Пейдж и Led Zeppelin; 1980-е — Принс; 1990-е — Брендан О'Брайен (Rage Against The Machine, Stone Temple Pilots).
За более чем двадцать лет существования лейбла DVL Recordings на нём вышло девять записей. Всё началось с пластинки Madfly White Hot in the Black, вышедшей в 1998 году. После того, как Madfly трансформировалась в Comes with the Fall, на лейбле Дюваля издавались все альбомы, синглы и DVD этой рок-группы. Помимо своих проектов, Дюваль неоднократно работал со сторонними исполнителями, находя удовольствие в процессе, в ходе которого с помощью ограниченных возможностей помогал талантливым артистам добиваться максимума. В 2011 году он выступил в качестве продюсера атлантской группы Accidents, основанной бывшим участником Neon Christ Джимми Демером, и издал одноимённый мини-альбом Accidents на своём лейбле. В начале 2000-х к нему за помощью обращались бывшие музыканты Оззи Озборна Джо Холмс и Роберт Трухильо, собиравшиеся создать собственный проект. Кроме того, Дюваль работал с малоизвестным атлантским коллективом Dropsonic, исполнявшим музыку, вдохновлённую творчеством Led Zeppelin, Radiohead и Sonic Youth, а также продюсировал сингл «Anchors Up!» и пластинку MonstrO одноимённой рок-группы, в состав которой входил экс-барабанщик Comes with the Fall Биван Дэйвис.

### Приглашённый музыкант
Помимо собственных проектов, на ранних этапах карьеры Уильям Дюваль неоднократно принимал участие в записях других музыкантов в качестве автора или исполнителя. Наиболее известной композицией его авторства стала песня «I Know» Дионн Фэррис, выпущенная в 1995 году и неоднократно издававшаяся в составе синглов, макси-синглов или компиляций. Кроме того, Дюваль написал песню «Un Chin Chin» для исполнителя сальсы Чарли Круза и несколько композиций для групп Program the Dead и MonstrO, в которых играли бывшие коллеги Нико Константин и Биван Дэйвис. Вокал Дюваля можно услышать в альбоме Birth Of The Souladelic (1993) американской хип-хоп-группы New Version Of Soul, где музыкант исполнил песню «Git I Away». В 2000 году совместно с гитаристом Верноном Ридом Дюваль выпустил песню «Fearless Misery», вошедшую в саундтрек к фильму Лоренса Фишберна «Всего раз в жизни». Он также выступал в роли бэк-вокалиста в альбомах пуэрто-риканского исполнителя Майкла Стюарта Cuentos De La Vecindad (1996) и американского сальса-певца Марка Энтони Todo A Su Tiempo (2003). Гитарные партии Дюваля можно услышать в альбоме Mack Diva Saves The World (1996) американской R&B-исполнительницы Сандры Сент-Виктор и в песне «Hello, I Love You» из альбома Ginger (2007) рок-группы Program The Dead. В 2008 году он выступил вместе с группой MC5 — DKT на фестивале Meltdown в Лондоне; запись этого концерта вошла в сборник Black to Comm, выпущенный тремя годами позже.
Особняком стоит участие Дюваля в супергруппе Giraffe Tongue Orchestra, где, в отличие от прочих сторонних проектов, он выступал в роли уже хорошо известного музыканта, полноправного члена Alice in Chains. Идея создания группы возникла летом 2011 года у гитаристов Бена Вейнмана (The Dillinger Escape Plan) и Брента Хайндса (Mastodon), барабанщика Томаса Приджена (Mars Volta) и бас-гитариста Эрика Эвери (Jane’s Addiction). Музыканты выбрали такое необычное название, увидев в Сиднейском зоопарке жирафа, который своим языком мог хватать и чистить бананы. На протяжении нескольких лет музыкантов время от времени видели в различных студиях, а в роли вокалистки выступала актриса и певица Джульетт Льюис. В 2015 году Эвери сменил Пит Гриффин (Dethklok), а в начале 2016 года было объявлено, что Льюис всего лишь записывала отдельные партии, тогда как постоянным вокалистом GTO становится Уильям Дюваль. Большая часть музыки к тому моменту уже была написана, поэтому новый фронтмен сосредоточился на текстах и записи вокала, а также заведовал оформлением пластинки. Дебютный альбом супергруппы получил название Broken Lines и увидел свет 23 сентября 2016 года. Дюваль снялся в видеоклипах на песни «Blood Moon» и «Crucifixion» и принял участие в концертном турне по Северной Америке.

### Эндорсер

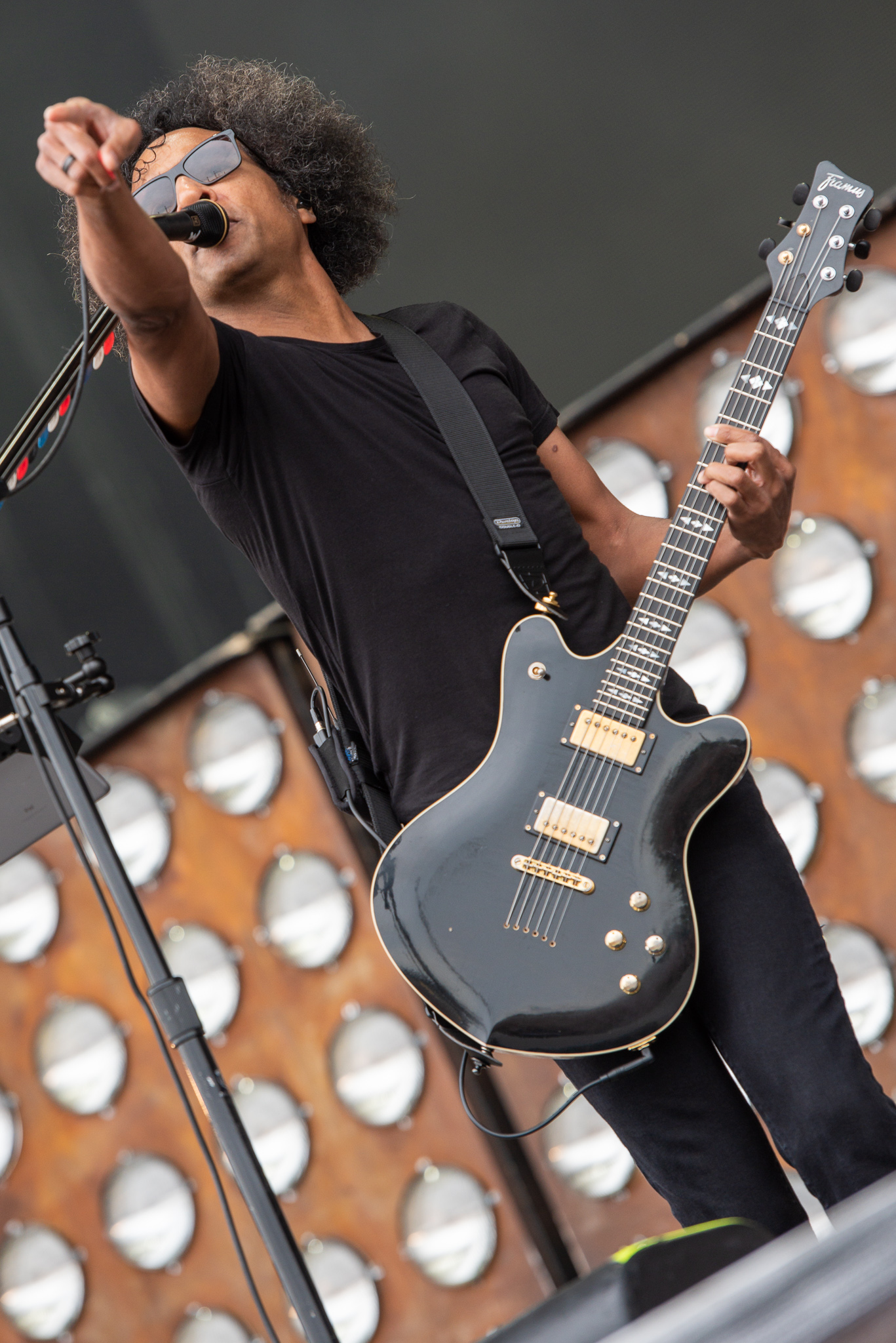
Уильям Дюваль с гитарой Framus во время концертного выступления

В середине 2010-х годов Уильям Дюваль начал использовать электрогитары немецкого бренда Framus, дочерней компании известного производителя бас-гитар Warwick. На протяжении нескольких лет музыкант виделся с представителями компании на выставке NAMM Show, где раз за разом поднимался один и тот же вопрос — создание именной модели для Дюваля. Наконец, во время одного из концертных турне музыкант сделал черновые наброски внешнего вида желаемого инструмента и послал их менеджеру Warwick Маркусу Спанглеру. После этого началось обсуждение технических характеристик инструмента: Дюваль хотел получить гитару, созданную из тех же материалов, что и любимые им Лес Полы, но более изящную, чем Gibson, и подчёркивающую индивидуальность артиста. Результатом совместной работы стала именная модель Framus Talisman, впервые представленная на NAMM Show зимой 2018 года. Гитара была доступна в комплектациях Pro Series и Custom Shop, производившихся фабричным способом или собиравшихся вручную в Германии. Инструмент был оснащён корпусом из красного дерева, грифом с кленовой накладкой и 22 ладами, двумя хамбакерами Seymour Duncan и бриджем Tune-o-matic. На свои личные экземпляры Дюваль поставил датчики производства Дэйва Стивенса, являвшиеся репликами известных звукоснимателей PAF, установленных на Gibson Les Paul Standard конца пятидесятых годов. В 2020 году именная модель гитариста Alice in Chains стала также выпускаться в составе более доступной серии Framus D-Series, производящейся в Китае.
Ещё одним результатом сотрудничества с производителями музыкального оборудования стал выпуск именного усилителя DVL-1 компанией Metropoulos Amplification. На протяжении многих лет Дюваль был знаком с основателем фирмы Джорджем Метрополусом, считавшимся экспертом по усилителям Marshall шестидесятых годов. Когда работа над дизайном собственной гитары была в самом разгаре, музыкант обратился к Метрополусу с предложением выпустить совместный продукт. Он хотел получить аппарат, объединявший достоинства «плекси-Маршаллов» (выпускавшихся в конце 1950-х и начале 1960-х усилителей, получивших такое прозвище из-за передней панели из плексигласа) с чистым звучанием продукции Vox, а также обеспечивающий бо́льшую функциональность. Итогом работы стал двухканальный стоваттный ламповый усилитель, способный работать в четырёх режимах, эмулировавших звучание «Маршаллов» различных эпох и использовавших их артистов: режим 1965 (Пит Таунсенд и Ангус Янг), режим 1966 (Cream и The Jimi Hendrix Experience), режим 1968 (Эдди Ван Хален) и режим «Мод» (Metallica, Alice in Chains).

### Кинематографист
В 2001 году Дюваль отметился в эпизодической роли в научно-фантастическом фильме «Мутанты 2», сиквеле фильма ужасов 1997 года, снятого Гильермо дель Торо. В 2003 году он снялся в фильме «Афера», сыграв посетителя бара, роль была небольшой и непримечательной. В составе Comes with the Fall Дюваль снялся в документальном концертном видеоальбоме Live Underground 2002. После перехода в Alice in Chains он снялся в ряде видеоклипов группы, сыграл растамана Несту Кливленда в юмористическом псевдодокументальном фильме AIC 23, выпущенном в преддверии выхода альбома The Devil Put Dinosaurs Here (2013). Как и остальные участники группы, Дюваль стал соавтором музыки к научно-фантастическому сериалу Black Antenna, вдохновлённому альбомом Alice in Chains Rainier Fog (2018).
В 2005 году к Дювалю обратился режиссёр Эдгар Джонсон и предложил создать документальный фильм о группе Neon Christ. Музыкант первоначально усомнился в том, что по прошествии многих лет эта история может быть кому-то интересной. Когда в 2008 году Neon Christ воссоединились для концерта в пригороде Атланты, Дюваль увидел, как много молодых людей пели песни его группы, и у него созрела идея показать два поколения людей, разделённых почти тридцатью годами, и рассказать их истории параллельно. В 2011 году была запущена кампания по сбору средств на съёмку фильма, получившего название All Alone Together: Neon Christ and Atlanta Hardcore. Всего было собрано более восьми тысяч долларов, но за следующие несколько лет фильм так и не был выпущен. Похожая судьба постигла ещё один документальный проект Дюваля, Ancient To Future: The Wisdom of Milford Graves (с англ. — «От древних к будущему: мудрость Милфорда Грейвза»). Он посвящался современному авангардному барабанщику Милфорду Грейвзу, прозванному «Джазовым учёным». В 2011 году вышел трейлер к фильму, однако работа над картиной, в которой Дюваль выступал в роли продюсера, режиссёра и автора сценария, так и не была закончена.

## Личная жизнь
Помимо музыки, Уильям Дюваль увлекался вопросами религии, астрологии и оккультизма, а также тщательно следил за собственной физической формой. Он окончил Университет штата Джорджия, получив степень магистра философии и специализируясь на вопросах религии. Дюваль неоднократно затрагивал темы религии в своём творчестве. Помимо «Неонового Христа», название группы Comes with the Fall и заголовок их второго альбома The Year is One являлись отсылками к фильму «Ребёнок Розмари». Тем не менее Дюваль отвергал любые обвинения в сатанизме, утверждая, что он является «заинтересованным и жадным учеником всех религий и верований». Музыкант объяснял, что больший интерес для него представляли происхождение религий, их развитие и взаимодействие, равно как и изучение человеческой природы; он пытался найти грань между «человеческим» и «божественным» и задавался многими другими философскими вопросами. В анкете, заполненной в 2002 году, среди прочих увлечений Дюваль назвал чтение, писательство, бег и просмотр кинофильмов.
О личной жизни Уильяма Дюваля известно крайне мало. В 2017 году в своём твиттере он сообщил, что его подруга снимается в видеоклипе «Nightmare» рэп-исполнителя Wrekonize, а в 2019 году появился со спутницей на церемонии вручения «Грэмми». Избранницей вокалиста Alice in Chains стала модель и бьюти-блогер Тереза Хегстром, известная под псевдонимом Tres D Beauty. В августе 2019 года в онлайн-журнале Hype появилась информация о том, что Хегстром обручена, а 2020 году она сменила фамилию на Дюваль. Также у Уильяма Дюваля есть сын, который родился 18 марта 2009 года, в день окончания записи альбома Black Gives Way to Blue.

## Дискография
| Neon Christ - 1984 — Neon Christ (EP)[I] - 1990 — A Seven Inch Two Times (EP). Bl’ast! - 1987 — It’s In My Blood![II] No Walls - 1992 — No Walls | Madfly - 1996 — Get The Silver - 1998 — White Hot In The Black Comes with the Fall - 2000 — Comes with The Fall - 2001 — The Year Is One - 2002 — Live 2002 - 2003 — Live Underground 2002 (DVD) - 2006 — The Reckoning (EP) - 2007 — Beyond The Last Light | Alice in Chains - 2009 — Black Gives Way to Blue - 2013 — The Devil Put Dinosaurs Here - 2018 — Rainier Fog Giraffe Tongue Orchestra - 2016 — Broken Lines Уильям Дюваль - 2019 — One Alone |

↑ I Дебютный мини-альбом Neon Christ также известен под названием Parental Suppression.
↑ II Дюваль принял участие в записи альбома Bl’ast! It’s In My Blood! (1987), но так как музыкант покинул группу, его партии были удалены из финального микса. Лишь в 2013 году альбом был переиздан под названием Blood! и включал гитарные партии Дюваля.